# Trachydium kopetdagense
Trachydium kopetdagense är en flockblommig växtart som beskrevs av Jevgenij Korovin. Trachydium kopetdagense ingår i släktet Trachydium och familjen flockblommiga växter. Inga underarter finns listade i Catalogue of Life.